# Buzkashi
Buzkashi, Kok-boru eller Oglak Tartis (persisk: بزکشی bozkæšī, tadsjikisk: бузкашӣ buzkašī: grib en ged) er en traditionel centralasiatisk holdsport til hest. Rytterens mål er at gribe en hovedløs ged eller kalv og få den bort fra de andre spillere eller kaste den over mållinjen.

## Udbredelse
Buzkashi er udbredt blandt mange folkefærd i Asien, blandt andet kirgisere, hazara, kazaker, turkmenere, uighurer, usbeker, tadsjiker og pashtuner. I
Afghanistan var buzkashi nationalsport, da Taleban ikke regerede landet. I Kasakhstan finder der turneringer sted omkring det centralasiatiske nytår nauroz, eller hele marts måned.

## Historie
Buzkashi er opstået blandt tyrkisktalende nomadefolk, kommende fra nordøst og udbredende sig vestover fra det nuværende Kina og Mongoliet mellem det 10. og det 15. århundrede. Sporten har holdt sig fra skytisk tid som en kulturarv fra tider med folkevandringer.